# Генау
Генау (нім. Henau) — громада в Німеччині, розташована в землі Рейнланд-Пфальц. Входить до складу району Рейн-Гунсрюк. Складова частина об'єднання громад Кірхберг.
Площа — 6,70 км2. Населення становить 145 ос. (станом на 31 грудня 2020).